# Elyas M’Barek

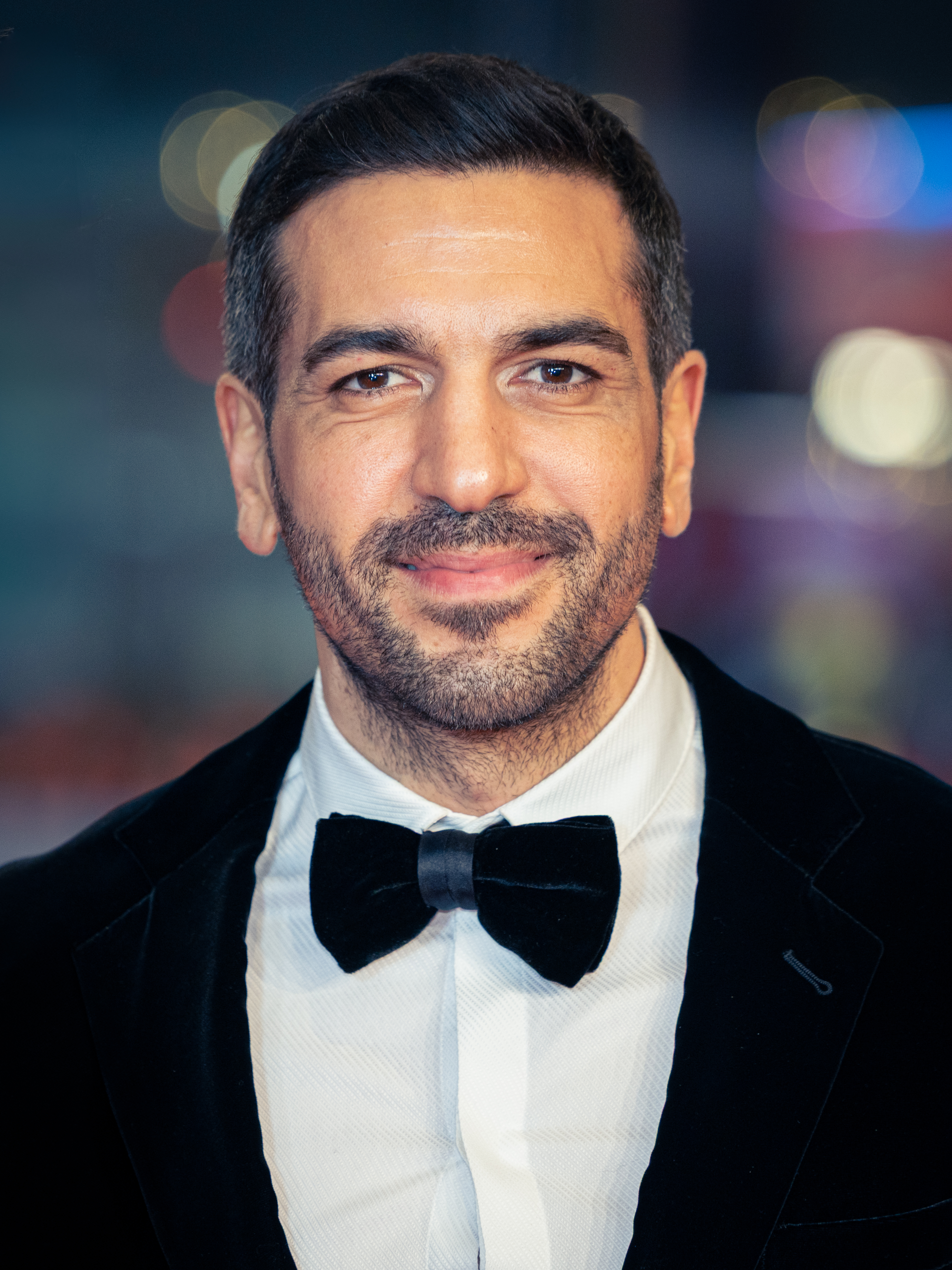
Elyas M’Barek (2025)

Elyas M’Barek [eˈliːas mˈba:ʁɛk] (* 29. Mai 1982 in München) ist ein österreichischer Schauspieler und Synchronsprecher. Er wurde mit Produktionen wie Türkisch für Anfänger und Fack ju Göhte bekannt.

## Leben
Elyas M’Barek wuchs im Münchner Stadtbezirk Sendling auf. Sein Vater stammt aus Tunesien und ist Programmierer, seine österreichische Mutter ist Krankenschwester. Er selbst besitzt die österreichische Staatsbürgerschaft und ist römisch-katholischer Konfession. Er hat zwei jüngere Brüder. Sein Bruder Joseph M’Barek ist ebenfalls Schauspieler und stand mit ihm in Die Welle vor der Kamera.
Zunächst besuchte er das katholische Klosterinternat in Metten und holte dann das Fachabitur an der Robert-Bosch-Fachoberschule in München nach. Vor seiner Filmkarriere arbeitete M’Barek unter anderem bei den Stadtwerken München, wo er Akten einsortierte. Er lebte in München und betrieb dort von Oktober 2015 bis Mitte 2018 mit zwei Geschäftspartnern eine Bar. M’Barek ist Mitglied im Bundesverband Schauspiel.
M’Barek ist seit September 2022 mit Jessica Riso (Model und Schauspielerin) verheiratet und zog im Frühjahr 2023 mit seiner Frau nach New York City.

## Karriere
Seinen ersten Auftritt in einem Kinofilm hatte M’Barek während seiner Schulzeit in Dennis Gansels Mädchen, Mädchen. 2003 war er als noch relativ unbekannter Schauspieler in einem Aktenzeichen XY … ungelöst-Film zu sehen. In der ARD-Vorabendserie Türkisch für Anfänger spielte er den türkischstämmigen Macho Cem Öztürk, dessen Vater mit einer deutschen Frau und deren Tochter zusammenzieht. 2006 wurde er für diese Rolle mit dem Deutschen Fernsehpreis in der Kategorie „Bester Schauspieler Serie“ ausgezeichnet.
In dem in der Graffiti-Szene angesiedelten Film Wholetrain spielte er eine der Hauptrollen. 2008 verkörperte er den türkischen Jungen Sinan in der Buchverfilmung Die Welle. Von 2009 bis 2011 spielte er in der Arztserie Doctor’s Diary, 2010 den jungen Bushido in Zeiten ändern dich. Ebenso spielte er im Film Teufelskicker als Flo mit. 2011 kam What a Man in die deutschen Kinos. Im selben Jahr trat er in dem Film Biss zur großen Pause – Das Highschool Vampir Grusical auf. 2012 war er in den Kinofilmen Türkisch für Anfänger, Fünf Freunde, Offroad und Heiter bis wolkig zu sehen. 2012 erschien der Kinofilm Hotel Transsilvanien, in dem er neben Josefine Preuß einer der Hauptrollen seine Stimme lieh. 2012 wurde M’Bareks Rolle in den Filmadaptionen zur Buchreihe Chroniken der Unterwelt bestätigt.
In der Literaturverfilmung Der Medicus spielte er 2013 an der Seite von Tom Payne und Ben Kingsley. Im selben Jahr erschien die Komödie Fack ju Göhte, in der er die Rolle des Zeki Müller übernahm. Diese Rolle spielte er auch in der Fortsetzung Fack ju Göhte 2, die 2015 in den Kinos anlief. Ebenfalls 2015 war er in der Komödie Traumfrauen zu sehen, in der er neben Hannah Herzsprung, Karoline Herfurth, Palina Rojinski und Iris Berben eine Hauptrolle spielte. 2016 hatte die Komödie Willkommen bei den Hartmanns ihren Kinostart, in der er als Arzt Tarek Berger zu sehen ist. 2017 spielte er in der Kinoproduktion Dieses bescheuerte Herz mit. Im Oktober 2017 startete mit Fack ju Göhte 3 der Abschluss der Fack-ju-Göhte-Trilogie in den Kinos.
2019 spielte er in Der Fall Collini den Anwalt eines Opfers eines Vergeltungsschlages im Italien der Zeit des Nationalsozialismus. Zudem trat er im selben Jahr im Film Das perfekte Geheimnis auf. In der Komödie Nightlife, die im Februar 2020 in die Kinos kam, spielte er unter der Regie von Simon Verhoeven den Barkeeper Milo. Im Jahr 2022 spielte er an der Seite von Marie Burchard und Jörg Hartmann in Michael Herbigs Kinofilm Tausend Zeilen den Journalisten Juan Romero.

## Filmografie

### Kinofilme
- 2001: Mädchen, Mädchen
- 2002: Epsteins Nacht
- 2006: Wholetrain
- 2008: Die Welle
- 2009: Männerherzen
- 2009: Zweiohrküken
- 2010: Teufelskicker
- 2010: Zeiten ändern dich
- 2011: What a Man
- 2011: Wickie auf großer Fahrt
- 2012: Offroad
- 2012: Türkisch für Anfänger
- 2012: Fünf Freunde
- 2012: Heiter bis wolkig
- 2013: Chroniken der Unterwelt – City of Bones (The Mortal Instruments: City Of Bones)
- 2013: Fack ju Göhte
- 2013: Der Medicus
- 2014: Who Am I – Kein System ist sicher
- 2014: Männerhort
- 2015: Traumfrauen
- 2015: Fack ju Göhte 2
- 2016: Willkommen bei den Hartmanns
- 2017: Das Pubertier – Der Film (Cameo)
- 2017: Bullyparade – Der Film (Cameo)
- 2017: Fack ju Göhte 3
- 2017: Dieses bescheuerte Herz
- 2019: Der Fall Collini
- 2019: Das perfekte Geheimnis
- 2020: Nightlife
- 2020: Was wir wollten
- 2022: Liebesdings
- 2022: Tausend Zeilen
- 2024: Chantal im Märchenland
- 2024: Alter weißer Mann

### Fernsehfilme
- 2001: Riekes Liebe
- 2002: Ich schenk dir einen Seitensprung
- 2003: Die Stimmen
- 2006: Deutschmänner
- 2010: Undercover Love
- 2011: Rottmann schlägt zurück
- 2011: Biss zur großen Pause – Das Highschool Vampir Grusical

### Fernsehserien
- 2002: Verdammt verliebt (Folge Jule im Abseits)
- 2002: Samt und Seide
- 2002: Tatort (Folge Totentanz)
- 2003: Forsthaus Falkenau (Folge Vertrauen)
- 2004: Schulmädchen
- 2005: Alarm für Cobra 11 – Einsatz für Team 2 (Folge Zeugenschutz)
- 2006: Abschnitt 40 (Folge Dienstwaffen)
- 2006–2008: Türkisch für Anfänger
- 2007–2008: KDD – Kriminaldauerdienst
- 2008: Großstadtrevier (Folge Das Geheimnis des Hafenpastors)
- 2008: Im Namen des Gesetzes (Folge Schulzeit)
- 2009: Rosa Roth (Folge Das Mädchen aus Sumy)
- 2009: Tatort – Familienaufstellung
- 2009: Nachtschicht (Folge Wir sind die Polizei)
- 2009: Notruf Hafenkante (Folge Knock Out)
- 2009–2011: Doctor’s Diary
- 2009: Alarm für Cobra 11 – Die Autobahnpolizei (Folge Geliebter Feind)
- 2010: Danni Lowinski
- 2010: SOKO 5113 (Folge Zimmer 105)
- 2012: Die Märchenstunde (Folge Kalif Storch)
- 2013: Bully macht Buddy (Folge Der Müslimann)

### Fernsehshows
- 2020: Joko & Klaas gegen ProSieben (ProSieben)
- 2021: Wer stiehlt mir die Show? (ProSieben)
- 2024: LOL: Last One Laughing (Prime Video)

### Synchronisation
- 2012: Hotel Transsilvanien als Jonathan (Andy Samberg)
- 2012–2013, 2016: Once Upon a Time – Es war einmal … als Billy
- 2013: Die Monster Uni als Art (Charlie Day)
- 2014: Paddington als Paddington (Ben Whishaw)
- 2017: Paddington 2 als Paddington (Ben Whishaw)
- 2023: Raus aus dem Teich als Mack (Kumail Nanjiani)
- 2024: Paddington in Peru als Paddington (Ben Whishaw)

### Kurzfilme
- 2014: Feier den Moment

## Auszeichnungen
- 2012: Bambi für Türkisch für Anfänger
- 2013: Jupiter-Filmpreis in der Kategorie „Bester deutscher Darsteller“ für Heiter bis wolkig
- 2013: Stern des Jahres der Münchener Abendzeitung in der Kategorie „Kino“ (Fack ju Göhte; zusammen mit Bora Dagtekin)[18]
- 2014: Romy in der Kategorie „Bester Schauspieler“ für Fack ju Göhte
- 2014: Medaille für besondere Verdienste um Bayern in einem Vereinten Europa
- 2014: GQ Männer des Jahres in der Kategorie „Film National“
- 2015: Nominierung Deutscher Animationssprecherpreis Internationales Trickfilm-Festival Stuttgart für die Titelrolle in Paddington
- 2018: Romy in der Kategorie „Beliebtester Schauspieler Kino/TV-Film“
- 2018: Goldene Henne 2018 in der Kategorie „Schauspiel“